# 南台 (横浜市)
南台（みなみだい）は、神奈川県横浜市瀬谷区の南部の町名。現行行政地名は南台一丁目及び二丁目。住居表示未実施区域
。

## 地理
瀬谷区の南部に位置し、瀬谷一丁目・二丁目、橋戸一丁目、二ツ橋町、宮沢一丁目・二丁目、南瀬谷1丁目、下瀬谷一丁目・二丁目と隣接する。面積の約半分が住宅地・市営南台ハイツである。町域内の北側には、瀬谷南住宅もあり団地が多く見られる。商業施設などは、商店街と中原街道や厚木街道沿いを中心にロードサイドショップが点在する。また、スーパーマーケットは現在は町域内にはない（以前はいなげやがあったが撤退し分譲住宅となっている）。また、区内でも渋滞で有名である南台交差点もある。

### 河川
相沢川が流れており、こどものもり公園の坂下には、相沢川ウォークという遊歩道がある。

### 地価
住宅地の地価は、2025年（令和7年）1月1日の公示地価によれば、南台1丁目20番9の地点で19万9000円/m²となっている。

## 歴史
1944年には、大日本兵器（現コマツNTC）第五製作所が置かれ、9月27日に操業開始した。戦後、米軍の通信施設になる予定だったが、地元住民の反対で、市営のアパートになった。現在の住宅は1984年（昭和59年）に完工した。

### 地名の由来
1981年（昭和56年）の町界町名地番整理事業の施行にともない、瀬谷町、宮沢町の各一部から新設した町。町名は地元の要望により、通称として使われていた「南台」を採った。

### 沿革
- 1981年（昭和56年）4月13日 - 町名町界整理事業に伴い、瀬谷町、宮沢町の各一部より新設[10]。

## 世帯数と人口
2025年（令和7年）6月30日現在（横浜市発表）の世帯数と人口は以下の通りである。
| 丁目       | 世帯数    | 人口    |
| ---------- | --------- | ------- |
| 南台一丁目 | 1,091世帯 | 2,185人 |
| 南台二丁目 | 894世帯   | 1,703人 |
| 計         | 1,985世帯 | 3,888人 |

### 人口の変遷
国勢調査による人口の推移。
| 年                 | 人口  |
| ------------------ | ----- |
| 1995年（平成7年）  | 5,600 |
| 2000年（平成12年） | 5,281 |
| 2005年（平成17年） | 4,962 |
| 2010年（平成22年） | 4,679 |
| 2015年（平成27年） | 4,435 |
| 2020年（令和2年）  | 4,052 |

### 世帯数の変遷
国勢調査による世帯数の推移。
| 年                 | 世帯数 |
| ------------------ | ------ |
| 1995年（平成7年）  | 1,918  |
| 2000年（平成12年） | 1,921  |
| 2005年（平成17年） | 1,937  |
| 2010年（平成22年） | 1,925  |
| 2015年（平成27年） | 1,924  |
| 2020年（令和2年）  | 1,832  |

## 学区
市立小・中学校に通う場合、学区は以下の通りとなる（2024年11月時点）。
| 丁目       | 番・番地等 | 小学校               | 中学校               |
| ---------- | ---------- | -------------------- | -------------------- |
| 南台一丁目 | 全域       | 横浜市立南瀬谷小学校 | 横浜市立南瀬谷中学校 |
| 南台二丁目 | 全域       | 横浜市立南瀬谷小学校 | 横浜市立南瀬谷中学校 |

## 事業所
2021年（令和3年）現在の経済センサス調査による事業所数と従業員数は以下の通りである。
| 丁目       | 事業所数 | 従業員数 |
| ---------- | -------- | -------- |
| 南台一丁目 | 57事業所 | 535人    |
| 南台二丁目 | 27事業所 | 205人    |
| 計         | 84事業所 | 740人    |

### 事業者数の変遷
経済センサスによる事業所数の推移。
| 年                 | 事業者数 |
| ------------------ | -------- |
| 2016年（平成28年） | 97       |
| 2021年（令和3年）  | 84       |

### 従業員数の変遷
経済センサスによる従業員数の推移。
| 年                 | 従業員数 |
| ------------------ | -------- |
| 2016年（平成28年） | 709      |
| 2021年（令和3年）  | 740      |

## 交通
相鉄本線三ツ境駅行きのバスが運行している。また、相鉄本線瀬谷駅も近接しており、そちらも利用可能（徒歩約15分程）

## 施設

### 公共施設
- 横浜市瀬谷スポーツセンター
- 瀬谷警察署南台交番
- 南台こどものもり公園
- 南台公園
- 南台第二公園
- 瀬谷第一公園
- 瀬谷第二公園
- 瀬谷南郵便局

### 教育施設
- 横浜市立南瀬谷中学校
- 瀬谷幼稚園

### 商業施設
- クリエイトエスディー新瀬谷南台店
- マクドナルド瀬谷南台店
- ダスキン オカダ瀬谷支店
- セブン-イレブン横浜瀬谷南台店
- ローソン瀬谷南台一丁目店
- BOOK OFF中古劇場瀬谷南台店
- バーミヤン瀬谷南台店
- 神奈川銀行瀬谷支店

## その他

### 日本郵便
- 郵便番号 : 246-0032[3]（集配局：瀬谷郵便局[20]）。

### 警察
町内の警察の管轄区域は以下の通りである。
| 町丁       | 番地等 | 警察署     | 交番・駐在所 |
| ---------- | ------ | ---------- | ------------ |
| 南台一丁目 | 全域   | 瀬谷警察署 | 南台交番     |
| 南台二丁目 | 全域   | 瀬谷警察署 | 南台交番     |